# George Simpson (meteorologo)
George Clarke Simpson (Derby, 2 settembre 1878 – 1º gennaio 1965) è stato un meteorologo ed esploratore britannico.
Dopo gli studi all'università di Manchester ed all'Università Georg-August di Gottinga, nel 1910 Simpson si aggrega alla spedizione Terra Nova di Robert Falcon Scott in Antartide.
Successivamente viaggia a Shimla, in India, dirige il Met Office tra il 1920 ed il 1938 e presiede la Royal Meteorological Society tra il 1940 ed il 1942.
Simpson indaga sulle cause dei fulmini, i suoi lavori lo porteranno anche alla compilazione di una versione modificata della scala Beaufort che porta il suo nome.

## Onorificenze
- Ordine del Bagno - 1926
- Ordine dell'Impero Britannico - 1919
- membro della Royal Society - 1915